# 雪松泉 (亞利桑那州)
雪松泉（英語：Cedar Springs）是位於美國亞利桑那州納瓦霍縣的一個非建制地區。該地的面積和人口皆未知。

## 地理
雪松泉的座標為35°27′06″N 110°21′51″W / 35.45167°N 110.36417°W，而該地的平均海拔高度為1914米（即6279英尺）。